# Tịnh Đông
Tịnh Đông là một xã thuộc huyện Sơn Tịnh, tỉnh Quảng Ngãi, Việt Nam.

## Địa lý
Xã Tịnh Đông có diện tích 24,8 km², dân số năm 1999 là 6.320 người, mật độ dân số đạt 255 người/km².

## Hành chính
Xã Tịnh Đông được chia thành 7 thôn: Tân Phước, Tân An, Hưng Nhượng Nam, Hưng Nhượng Bắc, Đồng Nhơn Nam, Đồng Nhơn Bắc, An Bình.

## Lịch sử
Xã Tịnh Đông có 8 thôn: Giữa, Tân Phước, Tân An, Hưng Nhượng Nam, Hưng Nhượng Bắc, Đồng Nhơn Nam, Đồng Nhơn Bắc, An Bình.
Ngày 14 tháng 12 năm 2015, HĐND tỉnh Quảng Ngãi ban hành Nghị quyết 38/NQ-HĐND về việc thành lập thôn Tân Hưng trên cơ sở một phần của thôn Hương Nhượng Bắc.
Ngày 10 tháng 7 năm 2019, HĐND tỉnh Quảng Ngãi ban hành Nghị quyết số 15/NQ-HĐND về việc:
- Sáp nhập Thôn Giữa vào Đồng Nhơn Bắc.
- Sáp nhập thôn Tân Hưng vào thôn Hương Nhượng Bắc.

Xã Tịnh Đông còn lại 7 thôn: Tân Phước, Tân An, Hưng Nhượng Nam, Hưng Nhượng Bắc, Đồng Nhơn Nam, Đồng Nhơn Bắc, An Bình.
UBND xã Tịnh Đông nằm trên địa bàn thôn Đồng Nhơn Bắc, khu vực Km 39, Quốc lộ 24B.